# Малая Сердоба
Ма́лая Сердоба́ — село в России, административный центр Малосердобинского района Пензенской области.

## География
Находится в лесостепной местности на реках Сердоба (приток Хопра) и Саполга, в 110 километрах к югу от Пензы, в 42 километрах к югу от железнодорожной станции Колышлей Юго-Восточной железной дороги.

## История

### Ранняя история
Село было основано 5 [15] ноября 1697 года станичными казаками из Пензенского, Симбирского и Саранского уездов как отъезжая слобода города Петровска. Центром поселения на тот момент был острог на мысу между двумя оврагами на правом берегу реки Сердобы. Первопоселенцы несли сторожевую службу по обеспечению безопасности строительства города Петровска.
В 1705 году в Сердобинской слободе была построена первая церковь во имя небесного покровителя русского воинства Архангела Михаила. После подавления Булавинского восстания станичники стали официально именоваться пахотными солдатами и однодворацами. В 1711 и 1717 годах слобода дважды уничтожалась в ходе кубанских погромов, часть жителей погибла и уведена в плен. В 1751 году в селе был освящён храм черносошных крестьян во имя Николая Чудотворца, после чего в слободе образовалось две общины — Архангельская и Никольская. К 1797 году поселение стало одним из крупнейших в Саратовском Поволжье, волостным центром Петровского уезда. На рубеже XVIII-XIX веков крестьяне Малой Сердобы по приговору схода создали на отдаленных землях несколько выселков — Липовку, Шингал, Абадим (Асмётовку) и Турзовку с целью препятствия расширения за счёт их земель владений соседних помещиков. В марте-мае 1841 года в селе происходили одни из крупнейших в России картофельных бунтов. В 1868 году из-за многочисленности обеих общин, сложности земельных переделов, а также в связи с развитием институтов самоуправления каждая община была поделена на две: михайловская — на горскую и макаровскую, никольская — на кузнецовскую и саполговскую. К 1896 основаны 2 кожевенных завода; в селе проживали 2 военных фельдшера.

### XX век
В 1900 году было построено здание земского училища (ныне здание суда).
Осенью 1905 года Малая Сердоба стала крупнейшим центром крестьянской революции. Действовала вооруженная боевая дружина, уничтожавшая помещичьи экономии, дворы богатых крестьян и сельской администрации. Дружина выпускала на гектографе листовки.
В начале 1910-х годов предпринималось строительство железной дороги Кузнецк-Балашов, однако начавшаяся война помешала закончить ее строительство. На северо-восточной окраине села сохранились здание вокзала и служебное двухэтажное здание железной дороги.
В 1911 году в селе насчитывался 1661 двор, 12 тысяч гектар надельной пашни, в том числе под рожью — 51,5 %, под овсом — 20 %, под просом — 12,6 %, под подсолнухом — 3,2 %; 2016 рабочих лошадей, 1973 коровы, 11,3 тыс. овец, 360 свиней; 418 железных плугов, 2 жнейки, 15 молотилок, 188 веялок; 2 церкви, 2 церковно-приходские школы, 2 земские школы, больница, ветеринарный пункт, почтовая контора, базар, ярмарка.
В 1920—1927 годах крестьяне Малой Сердобы организовали 3 посёлка на отдаленных полях, оставшихся после 1939 г. в составе Саратовской области: Шашкино, Жулевский, Ленинский.
Советская власть установлена в декабре 1917 года мирным путём. В годы гражданской войны Малая Сердоба — прифронтовое село, 28 марта 1921 было занято на три дня антибольшевистской бригадой донских казаков под руководством бывшего красного командира, награждённого орденом Красного Знамени, Фёдора Попова. Попова банда совершила убийство председателя Малосердобинского волисполкома Рыбакова Андрея Корнилаевича. Летом того же года в окрестностях села шли тяжелые бои с антоновцами с применением артиллерии.
С 23 июля 1928 года — районный центр Саратовского округа Нижне-Волжского края. В 1930 году в Малой Сердобе началась массовая коллективизация и демографическая катастрофа, вызванная насильственными методами ее проведения. На 7 марта 1930 года в списке семей, подлежащих раскулачиванию, числилось 497 человек. В 1933 году от голода в селе погибло не менее 250 человек. В результате с 1929 по 1935 год численность населения Малой Сердобы сократилась на 2500 человек.
В 1930-40-е годы в селе действовало 4 колхоза: михайловский «Смычка», макаровский «Память Ленина», кузнецовский «Первый путь» и саполговский «Мысль Ленина».
В 1938 в Малой Сердобе насчитывалось 1400 домовладений, работала электростанция мощностью в 10 кВт (электроэнергия подавалась в 14 домов); действовали кооперативные кожевенные (сапожная), швейная, деревообрабатывающие артели, пекарня с выпечкой 2 тонны хлеба в сутки, мельница, 8 магазинов, чайная (столовая); в распоряжении МТС находилось 106 тракторов совокупной мощностью в 1750 л.с; 5 школ, 1450 учащихся, детский сад и ясли (каждый на 25 детей); дом культуры на 348 мест, библиотека; выпускалась районная газета «Коммуна» тиражом 1250 экземпляров; аптека, детская консультация, амбулатория, больница на 36 коек, малярийный пункт; бытовое обслуживание населения осуществляли гостиница (дом колхозника) на 15 коек, баня на 30 мест, парикмахерская.
В годы Великой Отечественной войны большинство мужчин ушло на фронт, обеспечение армии продовольствием легло на руки женщин и подростков.
В начале 1960-х годов началась повсеместная электрификация.
Административно-территориальные реформы 1960-х годов, упразднение Малосердобинского района пагубно отразились на экономическом и социально-культурном развитии села. Укрупнение колхозов не прибавило эффективности общественного производства, а население уменьшилось с 5 тысяч в 1959-м до 4 тысяч в 1970-м, что привело к дефициту рабочих. Восстановление района улучшило демографическую ситуацию, и с 1970 по 1989 численность населения Малой Сердобы увеличилась на 10 %. В этот период была решена проблема дорог, начата программа газификации, развернулось благоустройство, в сентябре 1972 открыта музыкальная школа. В селе появился ряд новых улиц, повысилась производительность труда в сельском хозяйстве.

### После распада СССР
На 1993 год в селе действовали передвижная механизированная колонна «Гидрострой», дорожно-строительный участок, маслозавод, кирпичный завод, колбасный цех, хлебокомбинат, дом быта, типография, мельница, 2 маслобойки, дом пионеров, стадион, автовокзал. Успешно работали центральная районная больница на 110 коек, дом культуры с кинозалом, библиотека, школа искусств, муниципальный краеведческий музей. В средней школе имени Ф. В. Гладкова получали образование 772 учащихся, в основ-ной школе им. Н. Е. Кушева — 70.
С распадом СССР сельское хозяйство в селе угасло, началась миграция жителей в города, всё яснее проявлялось старение населения.
С 2010-х годов появились признаки возрождения села, предвестниками этого стало введение в строй новых социально-культурных и спортивных объектов (физкультурно-оздоровительного комплекса, бассейна, спортивной площадки, двух парков), возвращение в оборот заброшенных земель.

## Население
| 1723  | 1747    | 1762    | 1782  | 1795  | 1811  | 1835  |
| ----- | ------- | ------- | ----- | ----- | ----- | ----- |
| 700   | ↗1400   | ↗1578   | ↗2374 | ↗4314 | ↗4600 | ↗6748 |
| 1859  | 1877    | 1884    | 1889  | 1897  | 1902  | 1911  |
| ↘5590 | ↘4696   | ↗6553   | ↗6923 | ↗7630 | ↘7590 | ↗8881 |
| 1914  | 1921    | 1924    | 1928  | 1935  | 1939  | 1959  |
| ↗9071 | ↗10 365 | ↘10 274 | ↘8831 | ↘6473 | ↗6544 | ↘5021 |
| 1970  | 1979    | 1989    | 2002  | 2010  | 2021  |       |
| ↘4095 | ↗4491   | ↗5017   | ↘4988 | ↘4368 | ↘4039 |       |

## Экономика
- Агрофирма «ТрастАгро-Нива 3», подразделение «РостАгро»
- Агрофирма «Малая Сердоба», подразделение юго-восточной агрогруппы
- межколхозный комбикормовый завод
- ассоциация крестьянских кооперативов
- лесничество Лопатинского мехлесхоза
- дорожная-строительная организация (с асфальтным заводом)